# 蒙古焦煤
Mongolian Mining Corporation（港交所：0975），蒙古焦煤上市公司於2019年8月26日十股合一股，換新代號 （港交所：2947），簡稱Mongolian Mining、蒙古礦業股份有限公司、蒙古礦業股份，以及蒙古礦業，亦有傳媒翻譯作蒙焦煤企，在2006年於蒙古國礦業公司，主要業務炼焦煤生产商和出口商。
該總部位於Central Tower，15层苏赫巴特尔广场-2，苏赫巴特尔区-2乌兰巴托210620a蒙古国。其股份自2010年10月13日在香港交易所主板上市，主席為Odjargal  Jambaljamts，總裁為Battsengel Gotov。該礦區包括巴荣娜仁焦煤矿、BN煤矿、乌哈胡达格煤矿等區域。
在上市時，嘉里集團持股达一成，另一美国基金Ancora Capital则入股7.6%等。

## 連結
- MMC.mn （页面存档备份，存于）